# GoodNotes
GoodNotes ist eine Notizapp, die von GoodNotes Limited für die Verwendung auf iOS, iPadOS, macOS, Android, Windows und als Web-App entwickelt wurde. Die App wurde entwickelt, um handschriftliche Notizen anzufertigen und PDF-Dokumente auf iOS-Geräten mit Anmerkungen zu versehen.

## Funktionen
Die Funktionen von GoodNotes konzentrieren sich auf das Erstellen von Notizen. Die App organisiert Notizen in virtuellen Ordnern und Notizbüchern und bietet die Möglichkeit, PDF- oder andere Dokumenttypen in Notizbücher zu importieren. Weitere Funktionen sind die gemeinsame Nutzung von Links, die Suche in Dokumenten und iCloud Sync.
GoodNotes 6, die neueste Version der App, bietet verschiedene neue KI-Funktionen wie die Rechtschreibkorrektur bei handschriftlich geschriebenen Texten, die Möglichkeit, Ordner mit Farben und verschiedenen Symbolen anzupassen, sowie viele neue Vorlagen.
Seit 2023 gibt es eine Windows- und Android-Version als Web-App.